# Хрест Національної Оборони
Хрест Національної Оборони (угор. Nemzetvédelmi Kereszt) — угорська військова нагорода. 

## Історія
Хрест заснований 11 грудня 1940 року для нагородження військових, які діяли на територіях, втрачених Угорщиною внаслідок Тріанонського договору і частково повернутих після першого і другого арбітражів, а також після нападу на Югославію.

## Опис
Тамплієрський хрест розміром 39 × 39 мм, виготовлений з посрібленої бронзи. В центрі хреста — герб Угорщини, увінчаний короною Святого Іштвана. Нагороду носили на лівому боці грудей на червоно-зеленій стрічці шириною 40 мм із вузькою (5 мм) білою смугою посередині.